# Kestla
Kestla est un village de 31 habitants de la Commune d'Aseri du Comté de Viru-Est en Estonie.